# Garfield (strip)
Ova stranica govori o stripu. Za podatke o glavnom liku, vidi: Garfield (lik)
Garfield je ime stripa, a kasnije i animirane serije s narančastim mačkom kao glavnim likom te njegovim vlasnikom i psom. Garfielda je osmislio Jim Davis. 2007. godine stigao je novi računalno animirani film: "Garfieldova najveća avantura". 2008. također je stigao novi računalno animirani flim: "Garfield i festival zabave" (Garfield's Fun Fest) i 2009. je stigao računalno animirani film: "Garfield i superljubimci" (Garfield's Pet Force ). Jedan je od najpopularnijih stripova.
Strip se pojavio 19. lipnja 1978. Taj se dan smatra službenim Garfieldovim rođendanom (svakog 19.6.  Autor Garfielda je Jim Davis. Garfield slavi rođendan u stripu). Otada izlazi svakodnevno u novinama širom svijeta. Stripovi gotovo uvijek imaju tri slike s iznimkom nedjeljnih. Sada su u boji premda se neki još uvijek izdaju crno-bijeli. Strip je trenutačno u Guinessovoj knjizi rekorda kao najčitaniji strip na svijetu (od 2006. se nalazi u preko 2.570 novina i listova).  
Nedjeljni stripovi su u početku imali šest ili osam slika, a jedna od njih bila bi uvećana i bez okvira. Kasnije se to promijenilo i sve su slike onda dobile okvir, a nedjeljni strip postao ograničen na šest slika. Dugo nakon toga prve dvije slike bile su zamijenjene jednom dugačkom u kojoj bi pisalo "Garfield" i to bi bio kao još jedan strip samo u jednoj slici (tema te slike često nije imala veze s ostatkom stripa). I to se ubrzo promijenilo i ta jedna slika postala je nešto kao naslov. Riječ "Garfield" se pisalo na najrazličitije načine npr. kao tetovaža, natpis na posudi za kolačiće, naslov u novinama itd. Prva slika u nedjeljnom stripu često služi kao uvod i nije rijetkost da je potpuno lišena dijaloga. Ostatak stripa razvija radnju.
Garfield je izlazio u magazinu od 1998. u izdanju Bookglobea iz Zagreba sve do posebnog ljetnog izdanja nakon broja 40. Tada su novi brojevi prestali izlaziti, a stari se počeli ponovno prodavati od prvog. Garfield je također bio u "Garfieldovom zabavniku", ali je i on prestao izlaziti nakon pet brojeva. Garfield i Superljubimci, roman u nastavcima je imao samo jedan broj. Garfield ima i knjige (stari stripovi u svescima), do sada preko 20.

## Likovi
Garfield - debeli narančasti mačak. Lijen je i sebičan. Obično se dosađuje, jede ili spava. Živi s vlasnikom Jonom i psom Odiem. Omiljeno jelo su mu lazanje. Voli čačkati zube Jonovom paprati nakon jela,na što Jon pobijesni. Također jako voli svog plišanog medvjedića Pucka. Mrzi ponedjeljke zbog njegove neprestane loše sreće (na taj dan). Ima curu Arlene koju nikad ne uspijeva impresionirati. Mrzi pauke, iako zna pričati s njima. Priča i s: mačkama, miševima, štakorima, psima, ljudima, drvećem, vjevericama, ribama, biljkama, hranom (najčešće iz hladnjaka), mravima, pticama i klupkom vune. Rođen je u kuhinji Mama Leoninog talijanskog restorana. U crtanom filmu: "Garfield u gradu", otkrije napušteni restoran u kojem se rodio. U njemu još uvijek živi njegov brat Raul. Garfield se nakratko povezao s majkom, ali se natrag vratio Jonu.
Odie - pas (žuti bigl s dugačkim, smeđim ušima), koji čini protutežu Garfieldu. Najčešće hoda na četiri noge i ima otvorena usta iz kojih izlazi veliki, crveni jezik. Često slini i dahće.  Njegova najdraža igračka je loptica sa zvoncem. Garfield ga toliko često šutira da mu je to već postala rutina. Odie se smatra glupim, iako u nekoliko stripova pokazuje da je pametniji nego što izgleda. 
Garfielda je upoznao kada ga je Lyman doveo u Jonovu kuću, a kada je njegov vlasnik otišao, Odie je ostao kao Jonov ljubimac. Osim što ga šutira, Garfield voli zbijati šale s njegovom njuškom (skine ju, zamijeni sa svojom ili zašilji šiljilom). Odieva najdraža hrana su kosti. Premda ga Garfield mrzi, on i Odie se vole igrati ili čak udružiti i mučiti Jona. 
Odie je ime dobio kada je Jim Davis pisao reklamu za automobile. Reklama je imala lika Odiea, seosku budalu. Davisu se ime svidjelo pa ga je odlučio ponovno koristiti. Prvi se put pojavio 8. kolovoza 1978.
Jonathan Q. "Jon" Arbuckle - Garfieldov vlasnik. U stripu se pojavio na isti dan kad i Garfield. Jona se često opisuje kao "šmokljana" zbog njegove nespretnosti i pretjeranog entuzijazma (zbog čarapa, na primjer). Voli ići na pecanje (ulov mu je veoma sitan) i voditi Garfielda sa sobom te svirati gitaru ili harmoniku. Jon je jako odbojan suprotnom spolu pa stoga ugovara spojeve na slijepo preko telefona (što Garfield često komentira) i ako mu se posreći, ode na sastanak (s kojega se obično vrati pretučen ili mu spoj pobjegne). Ako se i svidi nekoj ženi, ispostavi se da ona ima mentalnih problema ili je jednako očajna kao i on. Uvijek mora čistiti Garfieldov nered i ići u kupovinu. Zaljubljen je u veterinarku Liz i zbog toga Garfielda često odnosi na potrebne preglede. Skuplja marke i obožava čarape koje drži u posebnoj ladici. Omiljena hrana mu je mesna štruca. Kao i Garfield ovisan je o kavi, pa ju često pije u njegovom društvu. Jon možda odgovara opisu potpunog ljepotana, ali često komentira, poput Garfielda, ponašanje svojeg mačka. Od ožujka 2009. u stalnoj je vezi s veterinarkom Jennom.
Ellen- Jon je stalno zivka na telefon ne bi li izašla s njim. No ona ga uvijek odbija. Kad, recimo, Ellen sprema tulum i napiše pozivnicu Jonu, za svaki slučaj upuca poštara. Ili Jonu napiše pismo da mu je sudski zabranjeno da prilazi njenom tulumu. Nikad nije viđena uživo, ali često Jon priča s njom na telefon. I koliko god Jon pokušavao, ne bi izašla s njim ni pod koju cijenu.
Gđa Feeny- Jonova susjeda. Nipošto ne voli da joj je Jon susjed, jer joj Garfield stalno čini kaos (npr. zaljepi joj pudlicu na strop ili joj pojede cvijeće). Jon prekori Garfielda i ispriča se gđici Fenny, no ona mu ne oprašta, a Garfield je opet napadne.
Nermal - sivi mačić. Smatra se najslađim mačićem na svijetu s čime se slažu svi osim Garfielda. Ruga se Garfieldu naglašavajući svoju mladost i izgled i Garfieldovu starost zbog čega ga on često izbaci iz kuće. Nermal je zapravo bio ljubimac Jonovih roditelja, ali se to s vremenom promijenilo pa je sada samo mačka koja luta susjedstvom. Nermal dolazi u posjet iznenada, nenajavljen što Garfield nimalo ne voli (Nermal ga probudi). Zbog trepavica ga često zamijene za žensko. Prvi se put pojavio 3. rujna 1979.
Arlene - Garfieldova ružičasta djevojka. Ima veliki razmak između zubi zbog čega ju Garfield često vrijeđa. Smeta joj Garfieldova debljina i umišljenost pa ona njega također vrijeđa. U stripu se prvi put pojavila 17. prosinca 1980.
Dr. Elizabeth "Liz" Wilson - Garfieldova veterinarka. Jon koristi svaku priliku da odvede Garfielda na pregled kako bi joj se približio te ju često pita hoće li izaći s njim. Ona ga, naprotiv, mrzi, ali je nekoliko puta prihvatila ponudu (vratila se kući osramoćena). Prvi put je s njim izišla 21.4.1980. Njihovim izlascima nerijetko prisustvuje Garfield. Prvi se put pojavila 29. lipnja 1979. Od ožujka 2009. u stalnoj je vezi s Jonom.
Irma - konobarica u lokalnoj gostionici. Premda je radila 24 sata na dan bez drugih zaposlenika kasnije je očito odlučila zaposliti kuhara Tonija. Iako su hrana i posluga jako loše, njezine stalne mušterije su Jon i Garfield. Pojavila se prvi put 19. listopada 1979.
Lyman - Jonov prijatelj. Pojavio se 7.8.1978. na Jonovom pragu moleći ga da ga pusti u kuću. Jon mu je dopustio ostati, a Lyman je u kuću uveo novog ljubimca, psa Odiea. Lyman je zapravo uveden u strip da bi Jon mogao s nekim razgovarati, ali je tu ulogu preuzeo Garfield. Zato se Lyman sve rjeđe pojavljivao i u 1983. godini nestao iz stripa.
Herman (poštar) - žrtva Garfieldovih napada iz kojih se često izvlači ranjen. Ne voli svoj posao, ali ponekad dovede pomoć (zmiju, psa itd.).
Pucko - Garfieldov smeđi, plišani medvjedić prema kojemu se Garfield odnosi kao prema vlastiom djetetu. Pronašao ga je u Jonovoj ladici i prozvao Pucko. Nije sigurno je li Pucko samo obična igračka jer se u nekim stripovima micao, pa čak i plakao. Ponekad mu otpadnu neki dijelovi (njuška, noga ili ruka) pa ga Jon mora zašiti. Garfield često spava s njim i jedino se njemu povjerava. U stripu su se često miješala dva naziva Puckova imena - ponekad ga je Garfield zvao Pucko, a ponekad Pooky (Eng.)
""Hubert i Reba""-stari bračni par, Jonovi, Garfieldovi i Odiejevi susjedi koji se uglavnom zgražaju nad njihovim ludorijama. U zadnje se vrijeme baš ne pojavljuju u stripu.

#### Obitelj
U stripu su često viđeni roditelji drugih likova (najčešće Jona). Iz Garfieldove su se obitelji pojavili njegova majka (svjetlonarančasta) i oba djeda, a spomenut mu je i ujak Arno dok su Odievi roditelji viđeni samo u njegovom sjećanju.
Jonovi roditelji žive na selu i ponekad dođu u posjet Jonu ili pak Jon i Garfield njima. Neki članovi obitelji nisu nikad viđeni nego samo spomenuti. Jim Davis je Jonove roditelje i brata osmislio po uzoru na svoje. Članovi Jonove mnogobrojne obitelji su:
- Mama - uvijek radi previše hrane i ima jako loš ukus što se preuređivanja tiče (što često radi kada dođe u posjet). Najčešće spravlja kolače, pite i krumpir. Njezina obaveza je slati Garfieldu neudobne veste nekoliko dana nakon Božića (Garfield ih mrzi, te govori da će joj poslati bombu - zahvalnicu (nikad nije doznato je li stvarno poslao)).
- Tata - farmer koji tjera sinove da rade s njim na farmi.
- Doc Boy - Jonov jedini brat zadužen za svinje. Mrzi kad ga Jon zove "Doc mali moj". Počinje gubiti kosu.
- Gussie - Jonova stara strina koja dolazi u posjetu samo ako treba čuvati Garfielda kada Jon ide na putovanje. Garfield ju mrzi i stoga bježi od nje (sakrije se u Jonov kovčeg). U jednom stripu Jon mora u bolnicu na vađenje mandula, no kada Jon kaže Garfieldu da će ga čuvati strina Gussie, Garfield ljutito pita: "Nije li to ona strina Gussie koju su izbacili iz marinaca zbog nepotrebne grubosti?".
- Baka - Jonova baka koja, unatoč godinama, živi poprilično uzbudljiv život. Ima motocikl i sluša "Heavy Metal". Njezin muž je umro prije mnogo godina. Od svih u obitelji, ona je Garfieldu najdraža.
- Djed - nikad viđen. Jon je jednom spomenuo kako mu je rekao "Mrtvu kravu ne možeš pomusti". Smatrao je to mudrim riječima.
- Ujak Ed - rečeno je da ima umjetne zube, stakleno oko, drvenu nogu i kuku.
- Rođak Leonard - vjerovao je da su ga oteli vanzemaljci
- Ujak Buford - imao je tri ruke i nikad se nije oženio
- Stric Enos - državni prvak u čišćenju jabuka. Osvojio je tri medalje ("i šest prstiju", kaže Garfield).
- Praujak Floyd - prevozio kamion s dinamitom. Vjerojatno poginuo kada se dogodila eksplozija.
- Praujak Norbert - električar daltonist. Zbog toga što vidi crno-bijelo imao je probleme sa žicama. Također nikad viđen.
- Rođakinja Judy i djeca Tammy i Stevie - jednom su došli u posjet Jonu. Garfieldu se nitko od njih nije svidio.

## Poveznice
- Garfieldova web stranica
- Garfield na ucomics  Arhivirana inačica izvorne stranice od 17. travnja 2006. (Wayback Machine)
- Ucomics garfield strip  Arhivirana inačica izvorne stranice od 29. svibnja 2006. (Wayback Machine)
- Garfield Film:Web stranica  Arhivirana inačica izvorne stranice od 29. prosinca 2007. (Wayback Machine)
- Garfield igre  Arhivirana inačica izvorne stranice od 4. veljače 2005. (Wayback Machine)